# Yvonne Brothier
Pour les articles homonymes, voir Brothier.
Yvonne Brothier (Saint-Julien-l'Ars, 6 juin 1889 - Paris 16e, 27 janvier 1967) est une comédienne et cantatrice (soprano) attachée à l'Opéra-Comique de Paris.

## Biographie
Yvonne Brothier est née le 6 juin 1889 à Saint-Julien-l'Ars, Vienne.
Elle fait ses débuts à l'Opéra-comique en 1916 dans Lakmé.
Le 26 novembre 1921, pour la première fois à la radio, Yvonne Brothier chante La Marseillaise depuis l'émetteur de Sainte-Assise. Le son de sa voix parvient jusqu'aux salons du Lutetia à Paris.
En 1940, elle se retire pour se consacrer à l'enseignement.
Elle meurt le 27 janvier 1967, victime d'une leucémie. Elle repose au côté de son mari dans le vieux cimetière du quartier de la Chaume aux Sables-d'Olonne.

## Sources bibliographiques
- Francis-Cover, Écrit sur l'onde, Paris, Éditions Self, 1950, 192 p., p. 170
- Christian Brochand, Histoire générale de la radio et de la télévision en France, vol. 1 : 1921-1944, Paris, la Documentation française, 1994, 692 p. (ISBN 2-11-002992-7)